# Sand Voe (Northmavine)

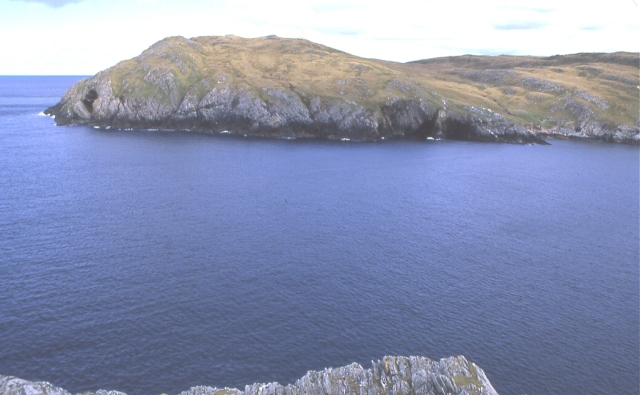
Blick über die Mündung auf Easter Kolka

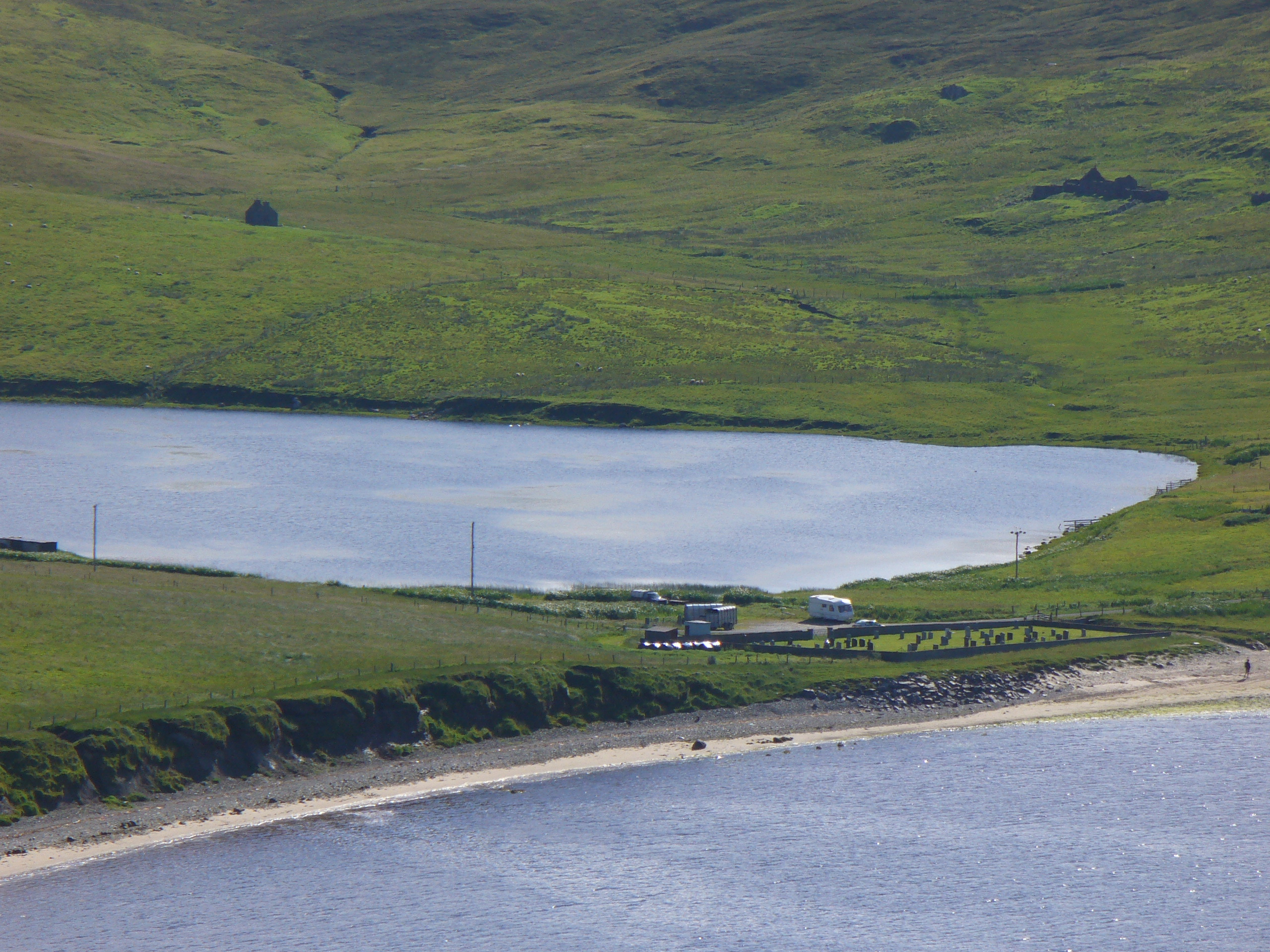
Südende mit dem Friedhof, unten der Loch of Flugarth

Sand Voe ist eine rund 1700 Meter lange Bucht (Voe) im Norden von Mainland, der Hauptinsel der zu Schottland zählenden Shetlands. Die Breite beträgt jeweils 400 Meter am nördlichen Ende, wo sie in den Nordatlantik übergeht sowie am südlichen Ende. Hier befindet sich eine etwa 80 Meter breite Landenge, auf der sich ein Friedhof befindet, und jenseits derer der See Loch of Flugarth liegt. An der schmalsten Stelle ist der Sand Voe nur rund 100 Meter breit. Die Ufer der Bucht sind unbewohnt, etwa 150 Meter westlich des Südendes liegt der Weiler Sandvoe. Hierhin führt über die Landenge eine Straße von North Roe, der nächsten größeren Ortschaft, etwa einen Kilometer im Süden gelegen. Zuflüsse sind, neben dem die Landenge querenden Überlauf des Loch of Flugarth, von Südwesten der Burn of Sandvoe, der an der Roer Mill mündet, ein vom Lower Loch of Setter im Nordosten heranziehender Bach sowie der Burn of Isbister im äußersten Südosten.
Der landwärts angrenzende Teil zählt zur Halbinsel Northmavine sowie zur Gemeinde (Community Council Area) Northmaven. Die Küste des Sand Voe liegt, mit Ausnahme des äußersten Südens, im  Naturschutzgebiet (SSSI) Uyea – North Roe Coast, das sich von der Halbinsel Isle of Fethaland im Nordosten bis zur Gezeiteninsel Uyea im Westen erstreckt.